# Jean Charles Carpentero
Pour les articles homonymes, voir Carpentero.
Jean Charles Carpentero, né le 22 décembre 1784 à Anvers et mort dans la même ville le 22 décembre 1823, est un peintre de l'école belge, connu pour ses paysages et ses représentations animalières de facture romantique. 

## Biographie

### Famille
Jean Charles Carpentero, né à Anvers le 22 décembre 1784, est le fils de Charles François Carpentero (1755-1835), tailleur, puis marchand de peintures et de Marie Thérèse Koekkelenbergh, mariés en 1783. Il épouse le 29 juin 1814 à Anvers Isabelle Nauwelaers (1792-1879). Le couple est parents de trois enfants, dont le peintre Henri Carpentero (1820-1874) et Marie Thérèse Carpentero, épouse du peintre Joseph Pierre Jacops (1808-1856).

### Formation
Jean Charles Carpentero étudie auprès d'Anthonie van den Bosch (d) et de Mathieu-Ignace Van Brée.

### Carrière

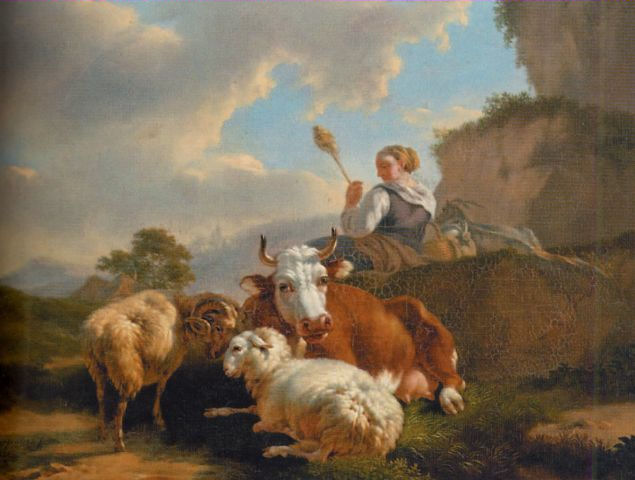
Scène pastorale (1822).

À partir de 1805, il participe à plusieurs salons triennaux belges, à Anvers et à Gand, de même qu'à l'Exposition des maîtres vivants à Amsterdam en 1820. Il est le premier maître de Gustave Wappers et compte également Joseph Pierre Jacops (d), son beau-frère, parmi ses élèves ,.
Jean Charles Carpentero, meurt, le jour de ses 39 ans, le 22 décembre 1823 à Anvers.

## Œuvre

### Caractéristiques
Jean Charles Carpentero est connu pour ses paysages, ses représentations animalières (moutons, chèvres et bovins) et ses scènes pastorales de facture romantique. Il peint dans un style proche, par la facture, la couleur et les thèmes, de celui de Balthasar Ommeganck, leurs œuvres étant parfois confondues.

### Expositions

#### Salons triennaux belges

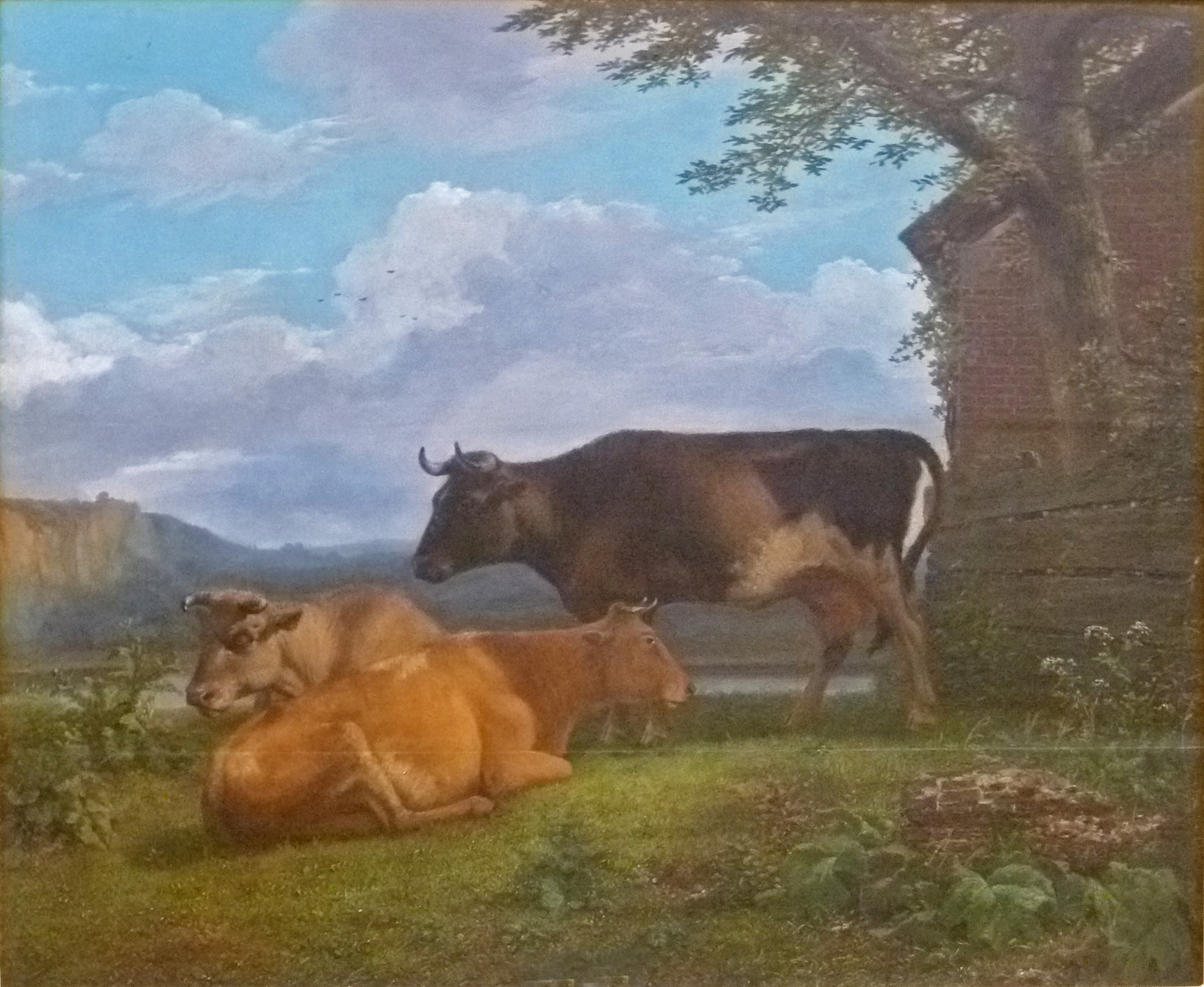
Paysage avec du bétail (1865), collection privée.

- Salon d'Anvers de 1805 : Paysage avec du bétail dans un pré.
- Salon d'Anvers de 1813 : Paysage montueux au soleil couchant avec moutons et figures, Un dito avec animaux et le pendant du précédent[5].
- Salon de Gand (X) de 1817 : Paysage avec moutons et figures et Deux vaches gardées par un jeune pâtre[6].
- Salon d'Anvers de 1819 : premier accessit du concours de paysages, Deux vaches gardées par un jeune pâtre[7].
- Salon de Gand (XI) de 1820 : Vue du village Wechterzande dans les bruyères[8].
- Salon d'Anvers de 1822 : Trois moutons et une femme dans un paysage et Paysage montagneux avec différents animaux[9].

#### Exposition aux Pays-Bas
- Exposition des maîtres vivants d'Amsterdam en 1820 : deux paysages avec des moutons[4].